# Stadtmuseum Eilenburg
Das Stadtmuseum Eilenburg ist ein hauptamtlich geleitetes Heimatmuseum in der sächsischen Stadt Eilenburg. Von 1974 bis 2018 war dem Stadtmuseum organisatorisch noch das Stadtarchiv Eilenburg zugeordnet. Der Zugang zu den Eilenburger Bergkellern ist im Rahmen von Führungen ausschließlich nach Anmeldung über das Stadtmuseum möglich. 

## Geschichte
Der Eilenburger Pfarrer und Heimatforscher Wilhelm Büchting gab im Jahr 1900 die Anregung zur Einrichtung eines Altertumsmuseums, das die vorhandenen Zeugnisse der Stadtgeschichte für das allgemeine Interesse ausstellen sollte. Für die Sammlung standen zunächst zwei Räume des Rathauses zur Verfügung. Im Laufe der Geschichte wechselte das Museum mehrmals seinen Standort. So war es einige Zeit im ehemaligen Realprogymnasium am heutigen Dr.-Külz-Ring untergebracht, zog 1945 auf den Schlossberg und war ab 1970 in der ehemaligen Ausflugsgaststätte Wilhelmshöhe beheimatet. Seit 2003 befindet sich die Einrichtung in zentraler Lage im historischen Gasthof „Zum Roten Hirsch“, einem Gebäude von herausragender stadtgeschichtlicher Bedeutung.

## Ausstellung
Das Museum präsentiert auf einer Fläche von etwa 500 Quadratmetern Zeugnisse zur regionalen Geschichte beginnend im 10. Jahrhundert bis in die jüngere Vergangenheit. 
| Jahr | Besucher |
| ---- | -------- |
| 2008 | 6.337    |
| 2009 | 6.821    |
| 2010 | 5.671    |
| 2011 | 6.372    |
| 2012 | 5.711    |
| 2013 | 5.625    |
| 2014 | 6.051    |
| 2015 | 5.524    |
| 2016 | 6.514    |
| 2017 | 6.577    |

Gezeigt werden unter anderem das einzige in Deutschland erhaltene Prunkschwert aus dem 13./14. Jahrhundert, Reformationsdrucke aus der Eilenburger Druckerwerkstatt von Nikolaus Widemar mit seltenen Müntzer-Drucken sowie ein Stadtschreibertisch aus dem 17. Jahrhundert, auf dem wahrscheinlich 1646 der Friede von Eilenburg zwischen Schweden und Sachsen im Dreißigjährigen Krieg unterzeichnet wurde. Die Ausstellung nimmt weiterhin Bezug auf die Eilenburger Musikgeschichte, insbesondere auf das Leben und Wirken Martin Rinckarts, den Eilenburger Komponisten Franz Abt sowie die Orgelbautradition. Zu sehen sind auch die letzten bekannten Schriftzeugnisse Johann Sebastian Bachs. Eine Besonderheit ist die figürliche Deckenbemalung in der so genannten Renaissancestube, die bei Restaurierungsarbeiten entdeckt wurde. Diesem Kunstwerk wird von Denkmalpflegern eine singuläre Stellung in Sachsen bescheinigt.
Zur ständigen Ausstellung des Stadtmuseums gehört seit 1991 das Historische Klassenzimmer anno 1925. Die Exponate stammen alle aus Eilenburger Schulen, unter anderem drei Reihen zweisitziger Bänke aus Holz, ein Lehrerpult, eine Rechentafel, ein Harmonium, ein Lehrmittelschrank und zahlreiche weitere zeitgenössische Utensilien.
Eine umfangreiche Puppen- und Spielzeugsammlung, die das Museum 2004 als Schenkung von der Schweizerin Ursula Andres-Frey (1931–2004) erhielt, beinhaltet tausende Exponate aus der Zeit von 1860 bis 1960.
Darüber hinaus gibt es mehrmals jährlich wechselnde Ausstellungen zu den unterschiedlichsten Themen, so zum Beispiel: Luftkrieger im Raum Eilenburg-Torgau (2004), Kriegshandlungen in Eilenburg April '45 (2005),  Malerei von Volker Pohlenz (2006), Fotografien von Oswald Lübeck (2009), Wendegeschehnissen in Eilenburg '89 (2009), 160 Jahre Konsumgenossenschaft in Eilenburg (2010), Kursächsische Postmeilensäulen (2012), Wanderausstellung zum Heimsystem in der DDR (2012) und Beatmusik in der DDR (2013).

## Veranstaltungen
Das Museum bietet jährlich mehr als 200 museumspädagogische Veranstaltungen. Dazu gehören Schulstunden im historischen Klassenzimmer, Bergkellerführungen, thematische Führungen und Vorträge sowie Führungen im ECW-Wasserturm, Burgführungen und Stadtführungen. Jährlich zum Internationalen Museumstag findet die Eilenburger Museumsnacht statt. Hinzu kommen Lesungen, Buchpräsentationen, Tagungen und Tauschbörsen.

## Förderung
Das Museum wird vom Kulturraum Leipziger Raum sowie der Sächsischen Landesstelle für Museumswesen gefördert. Der Geschichts- und Museumsverein Eilenburg e. V. unterstützt die Arbeit des Museums.